# Acmaeops pratensis
Acmaeops pratensis es una especie de escarabajo longicornio del género Acmaeops, tribu Lepturini. Fue descrita científicamente por Laicharting en 1784.
Se distribuye por Alemania, América del Norte, Austria, Bielorrusia, Bosnia y Herzegovina, Bulgaria, Canadá, China, Croacia, España, Estonia, EE. UU., Europa, Finlandia, Francia, Hungría, Italia, Kazajistán, Letonia, Lituania, Macedonia, Moldavia, Mongolia, Noruega, Polonia, Rumania, Rusia europea, Serbia, Eslovaquia, Eslovenia, Suecia, Suiza, Chequia, Ucrania y Yugoslavia. Mide 5-10 milímetros de longitud. La larva se alimenta de Picea abies o pícea común. El período de vuelo ocurre en los meses de mayo, junio, julio y agosto.

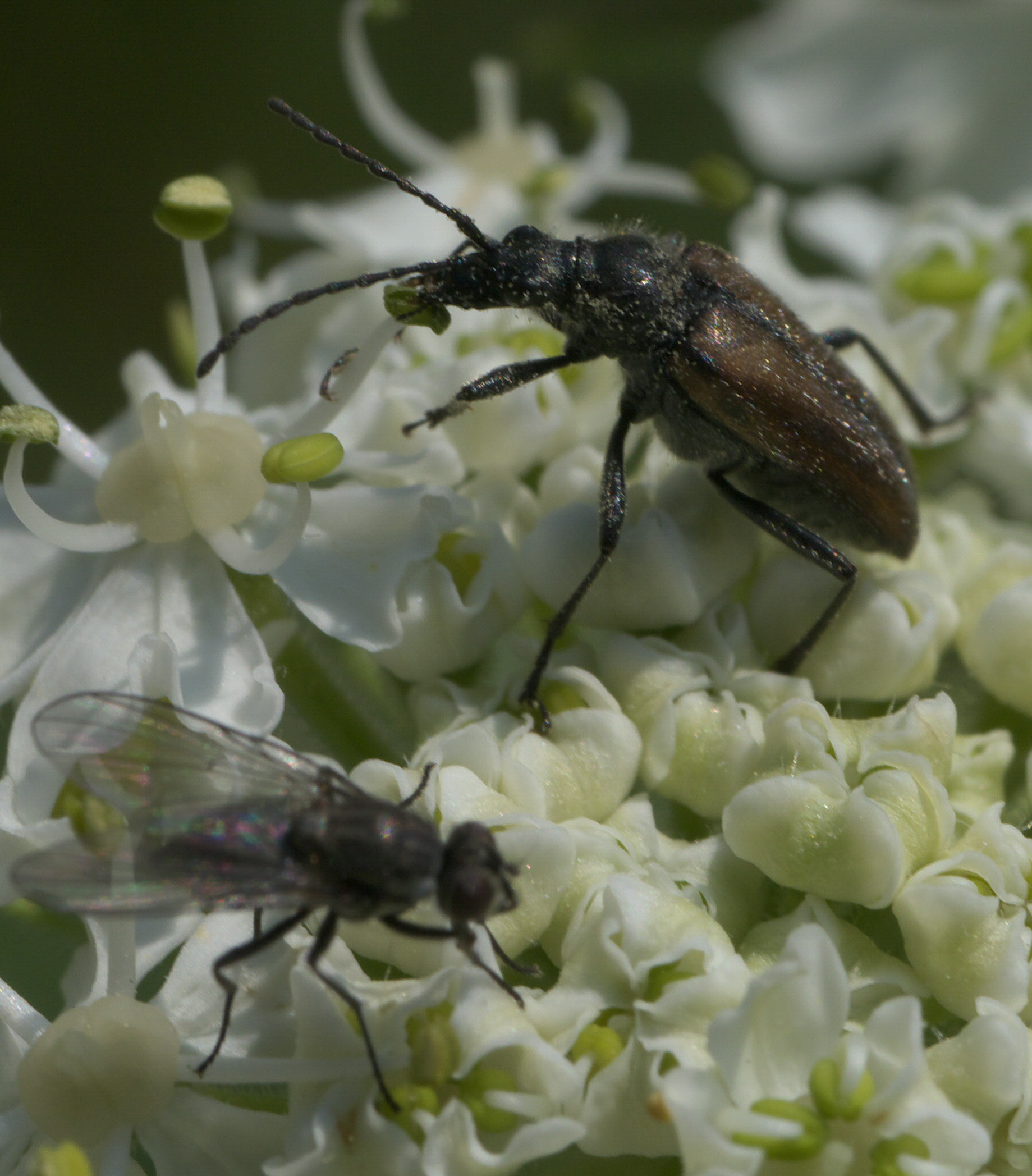
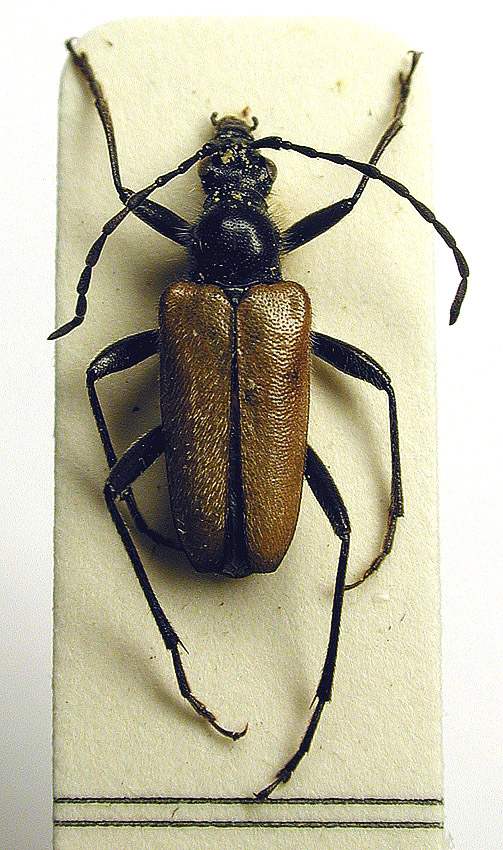
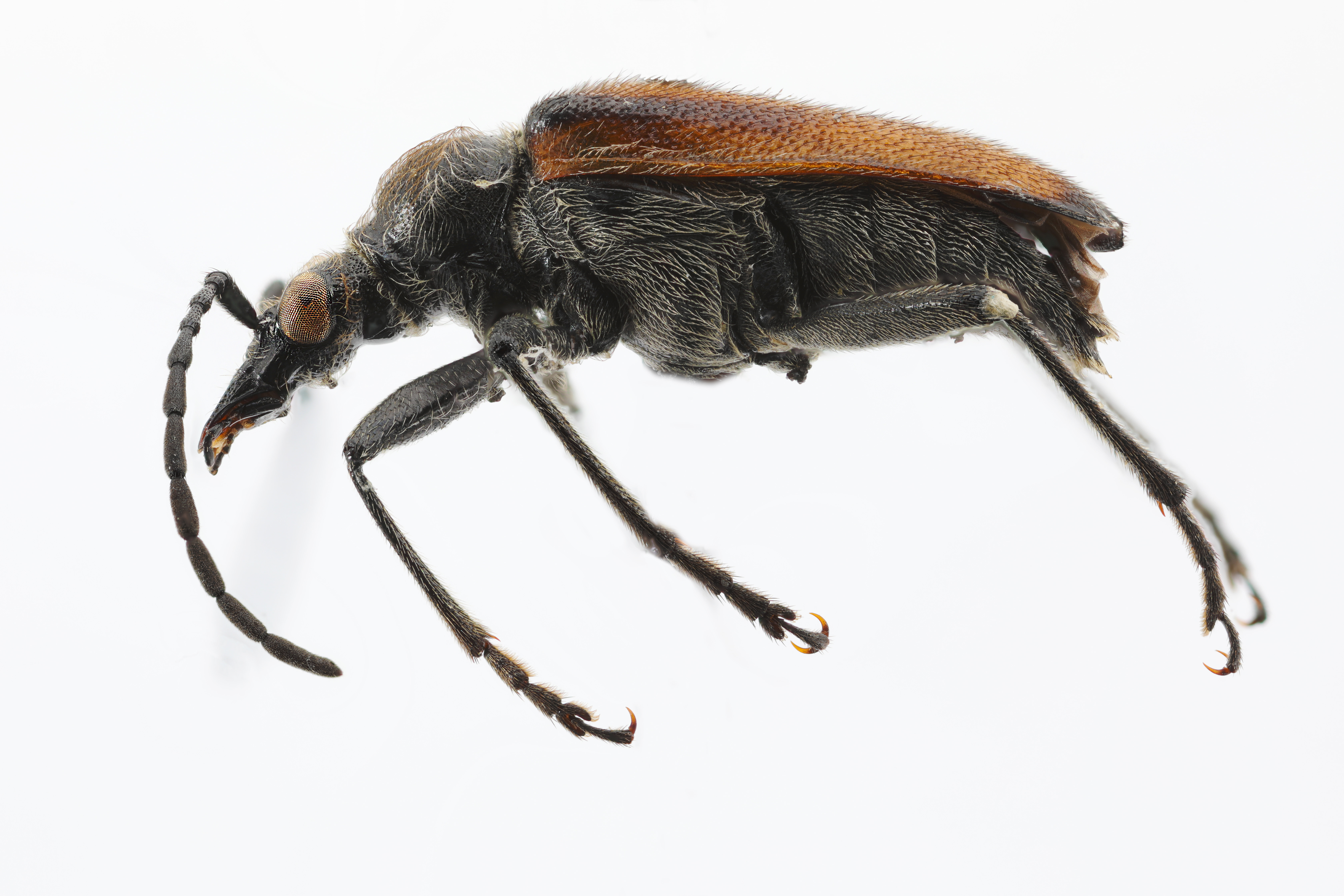